# Arcyksięstwo Austriackie
Arcyksięstwo Austriackie (niem. Erzherzogtum Österreich) – jedno z państw Świętego Cesarstwa Rzymskiego, centrum i synonim Monarchii Habsburgów, ich główna rodowa domena, rdzeń tworzonego przez nich imperium. W latach 1804–1918 jedynie jeden z krajów Cesarstwa Austriackiego (formalnie podzielony według biegu rzeki Aniza na dwa kraje koronne Arcyksięstwa Austrii: za Anizą i przed Anizą).
Początkiem Austrii było utworzone w 976 roku z ziem Marchii Panońskiej terytorium Marchii Austriackiej. Ziemie te Bawarowie zasiedlili w IX i X wieku. Początkowo władzę sprawowali tu Babenbergowie. W 1156 roku podniesiono marchię do rangi księstwa. Po wygaśnięciu dynastii Babenbergów (1246) Austria znalazła się na 30 lat pod wpływem Przemyślidów. W 1278 roku, w wyniku Bitwy pod Suchymi Krutami, Austrię ostatecznie przejęli Habsburgowie.
W roku 1359 Rudolf IV Habsburg, urażony pominięciem Austrii w Złotej Bulli Karola IV i nieprzyznaniem władcom Wiednia uprawnień elektorskich, na podstawie sfałszowanych dokumentów (pod nazwą Privilegium Maius – Przywilej Większy), przyznał Austrii status arcyksięstwa i liczne zwolnienia z powinności należnych cesarzowi. Decyzja ta nie została jednak uznana przez cesarzy aż do 1453 roku, gdy zatwierdził przywilej sprawujący obie godności – cesarską i książęcą w Austrii – Fryderyk III Habsburg. Tytuł ten miał być dla Habsburgów formą wywyższenia ich władztwa wobec innych książąt, a został sfabrykowany wobec niemożności uzyskania tytułu elektorskiego lub królewskiego – uzyskanie tych godności było bowiem niemożliwe wobec oporu pozostałych elektorów i papieża.
11 sierpnia 1804 roku cesarz Franciszek II Habsburg, wobec odmowy elektorów Rzeszy uczynienia niemieckiego tytułu cesarskiego dziedzicznym, przyjął tytuł dziedzicznego cesarza Austrii, powołując formalnie Cesarstwo Austrii. Była to również poniekąd odpowiedź Franciszka II na ogłoszenie się przez Napoleona Bonaparte cesarzem Francuzów. Gdy dwa lata później, w roku 1806, zwycięski Napoleon rozwiązał Święte Cesarstwo Rzymskie, dotychczasowe arcyksięstwo stało się oficjalnie krajem koronnym nowego państwa – Cesarstwa Austrii.